# نوبة المندعي (المفلحي)

تعديل مصدري - تعديل

نوبة المندعي هي إحدى قرى عزلة المفلحي بمديرية المفلحي التابعة لمحافظة لحج، بلغ تعداد سكانها 75 نسمة حسب تعداد اليمن لعام 2004.